# Державний літературно-меморіальний музей-садиба Олеся Гончара
Держа́вний літерату́рно-меморіа́льний музе́й-сади́ба Оле́ся Гончара́ — музей у селі Сухе Кобеляцького району Полтавської області присвячений Олесю Гончару.

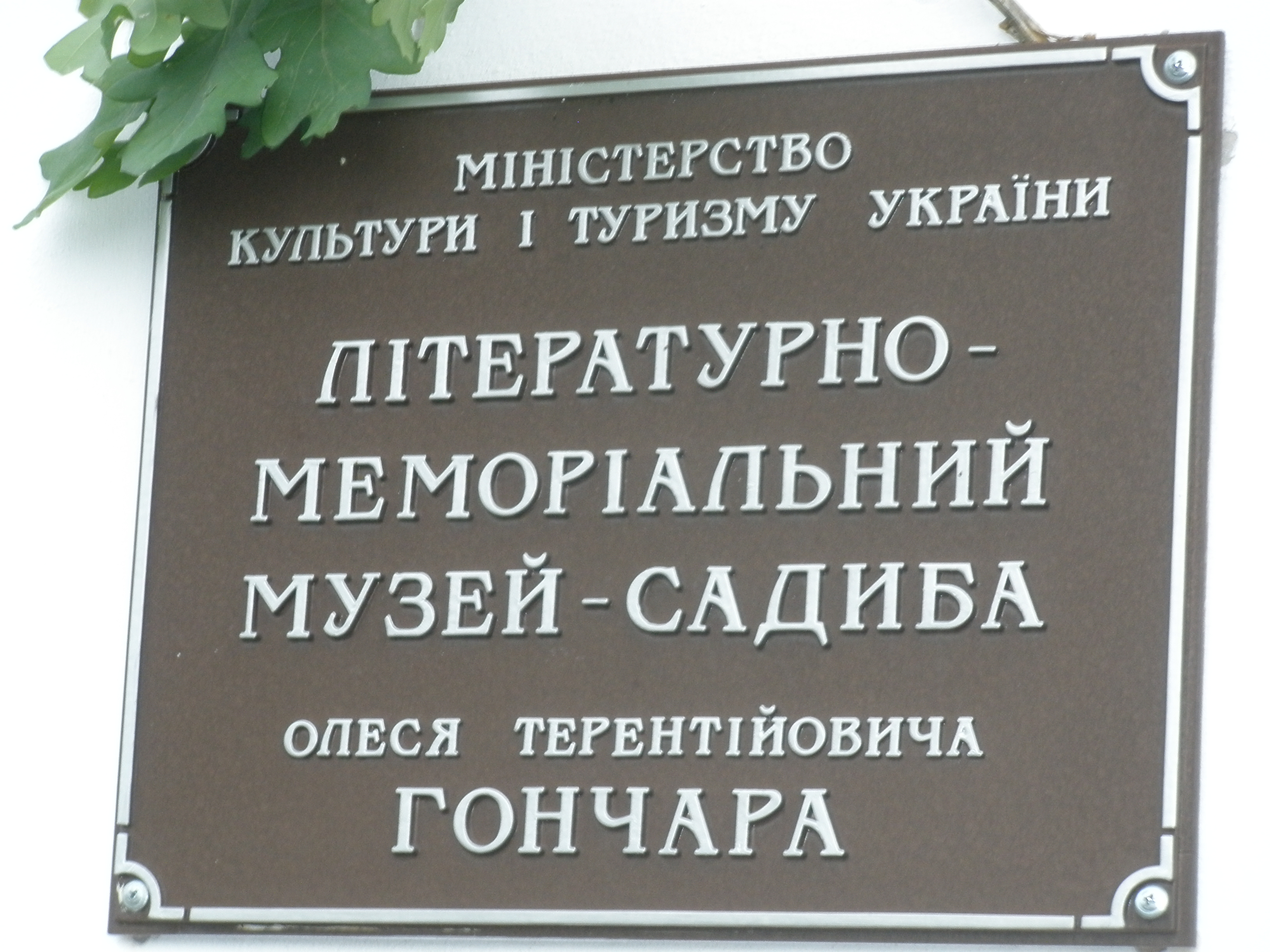
Табличка на садибі Олеся Гончара

Музей-садибу Олеся Гончара облаштовано у невеличкій селянській хаті, збудованій 1892 року Гаврилом і Єфросинією Гончарами.
2000 року, до п’ятої роковини з дня смерті Олеся Гончара, за клопотанням вдови письменника Валентини Данилівни Гончар, Героя України академіка Петра Тимофійовича Тронька та за сприяння Президента України Леоніда Даниловича Кучми в столиці дитинства Олеся Терентійовича (с. Сухе Кобеляцького району Полтавської області) створено меморіальний музей-заповідник його імені. 28 серпня 2000 року відбулося його урочисте відкриття.

2003 року, до 85-річчя Олеся Терентійовича музей набув статусу літературно-меморіального музею-садиби Олеся Гончара. Щорічно, 3 квітня та 14 липня у музеї проводяться літературно-музичні вечори пам'яті письменника. З 2006 року в день Святої Трійці проводиться традиційний захід «Зелене свято Гончарового дитинства», який щорічно відвідують шановані гості з різних міст України: письменники, журналісти, громадські та політичні діячі, поціновувачі творчості класика української літератури.

## Фонди і експозиції музею
Експозиція музею скомпонована з особистих речей Олеся Гончара, рукописних занотовок письменника, світлин, листів, книг, вжиткового реманенту та ін., переданих вдовою Гончара Валентиною Данилівною, двоюрідною сестрою Ніною Гордею, академіком Петром Троньком, товаришем класика зі студентських років Яковом Оксютою, критиком-літературознавцем Володимиром П’яновим...

Серед експонатів — наукові розвідки гончарознавців, фоно- та відеоматеріали.

У вітринах, згідно з хронологією, розміщено матеріали про Гончара — кореспондента районної газети «Розгорнутим фронтом», Гончара-студента, Гончара-фронтовика, Гончара-майстра художнього слова.
У музеї представлені:
- предмети, які належали родині Гончарів;
- особисті речі Олеся Гончара;
- рукописні перші сторінки повісті «Альпи»;
- занотовки до романів «Циклон», «Таврія», «Бригантина», «Собор»...

Також під час екскурсії відвідувачі мають змогу почути голос Олеся Гончара. Один із записів передав заслужений артист України, режисер Національного радіо України Василь Обручов; інші — переписані з фонотеки Гончарів. Є магнітофонний запис уривка з роману «Циклон», який читає сам Олесь Гончар.
Окремим острівком експозиції є стіл, який імітує робочий куточок письменника у його київській квартирі.
Велику цінність являє собою портативна друкарська машинка письменника, листи до друга письменника Олеся Юренка та листи до Олеся Гончара від товариша-однокласника Миколи Білограда.

Експозиційний фонд музею нараховує більше 1500 експонатів.

З дня відкриття літературно-меморіальний музей-садибу відвідали понад 40 тисяч шанувальників творчості Великого Українця.

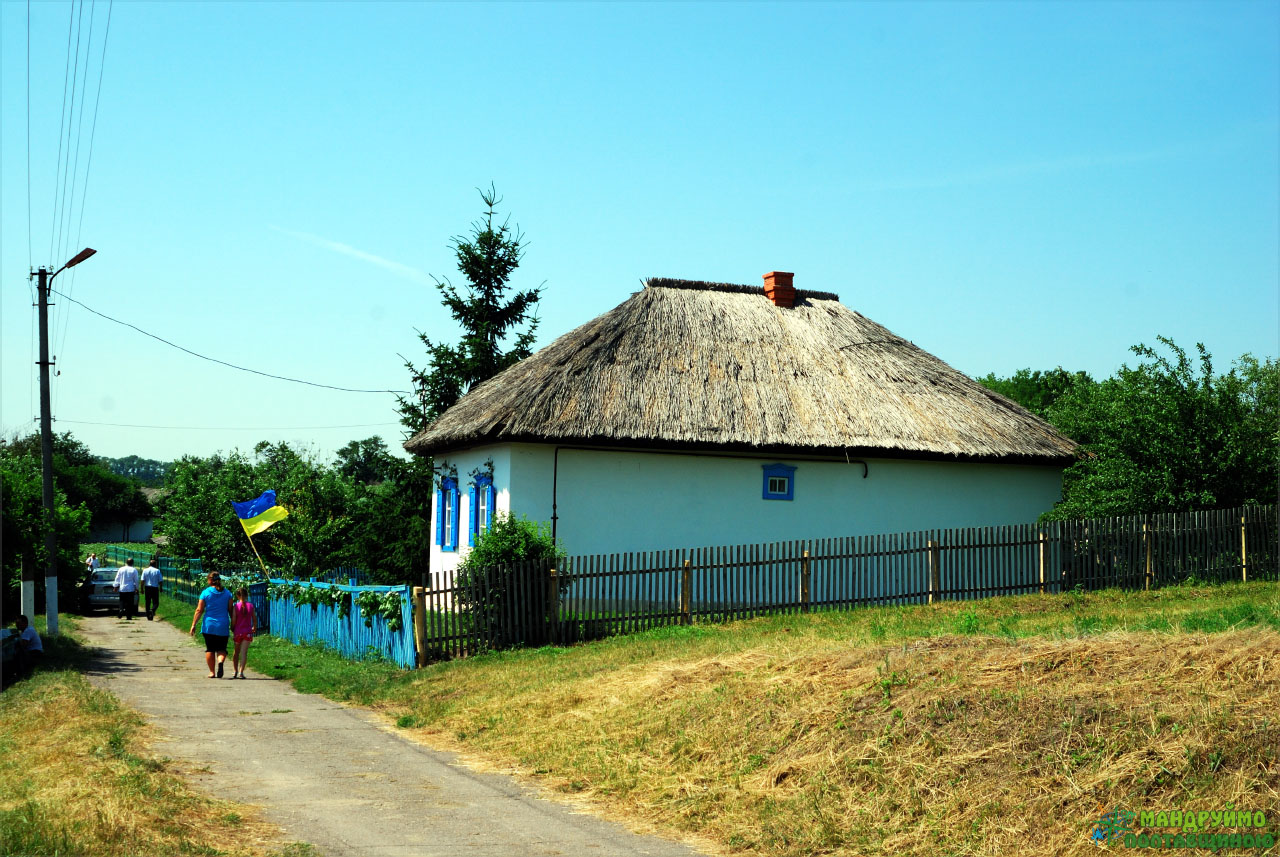
Хата музею
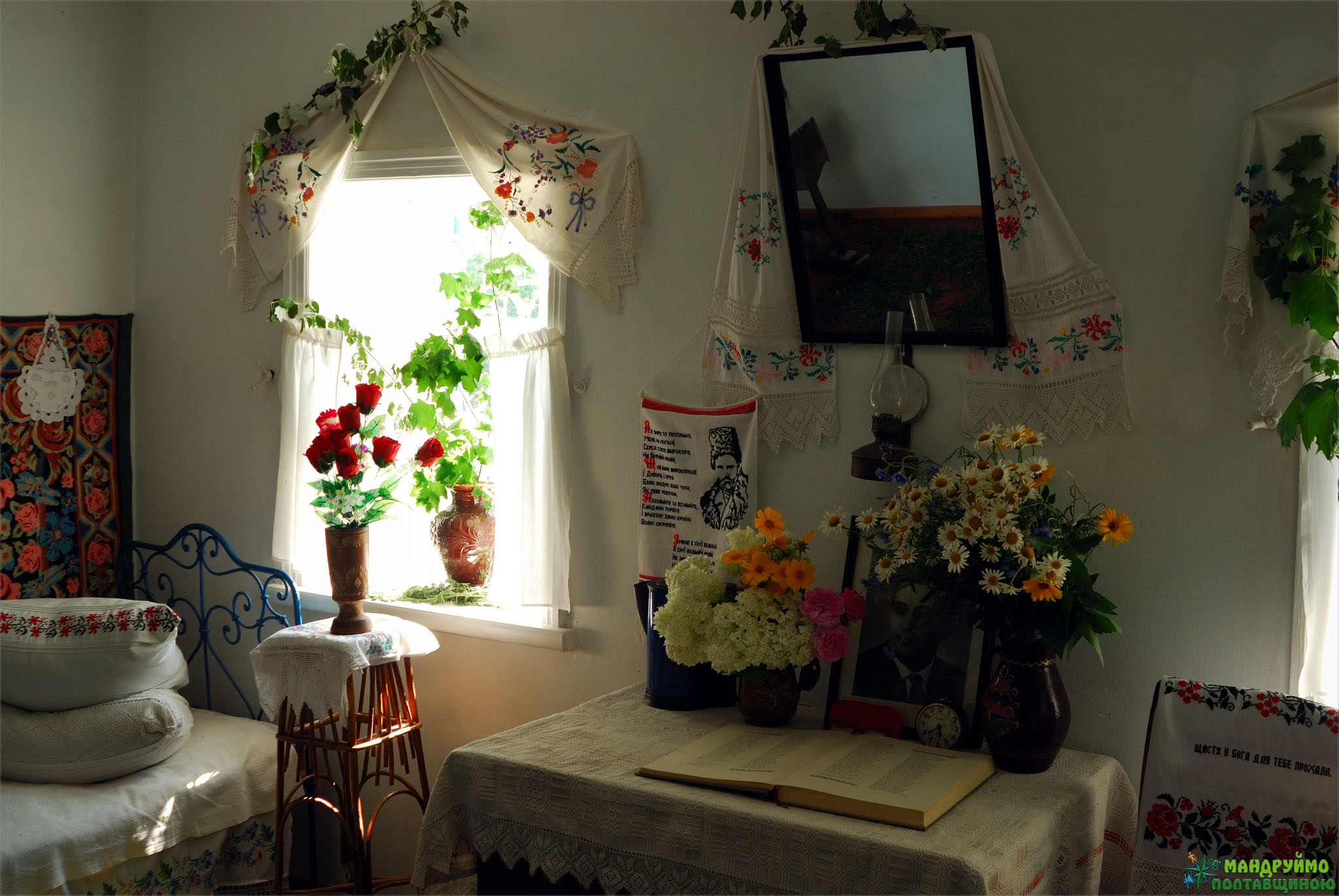
Кімната музею
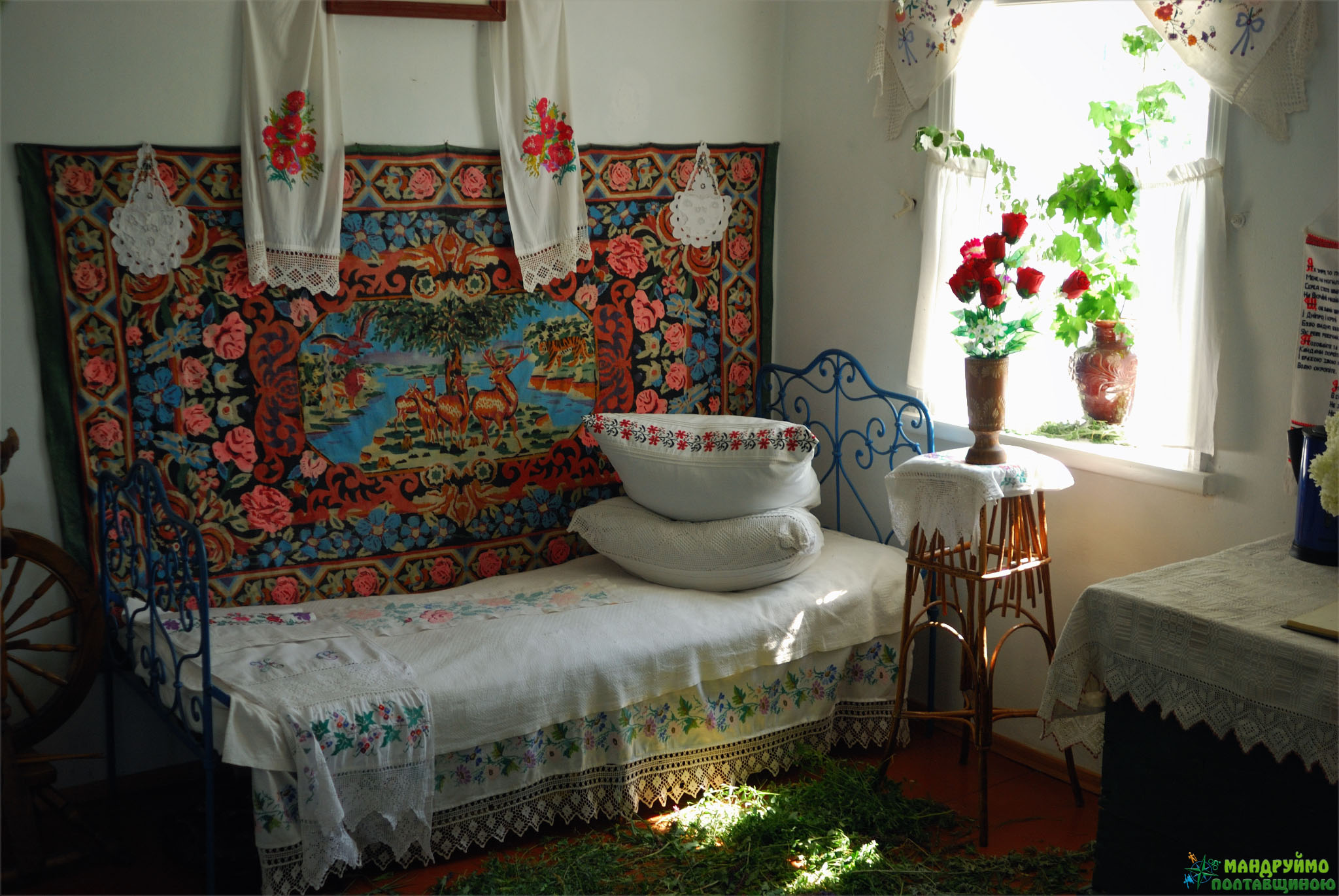
Кімната музею
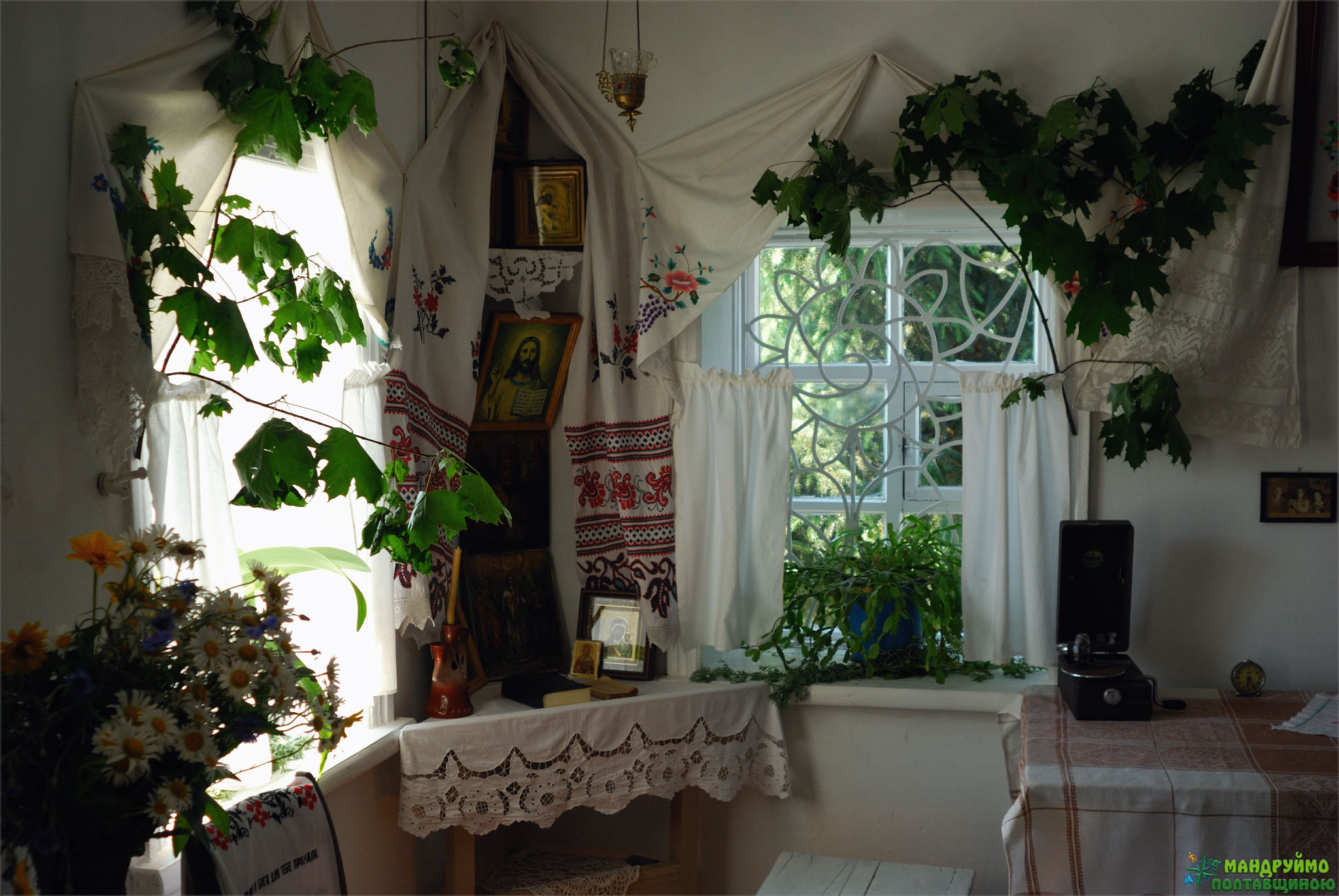
Кімната музею
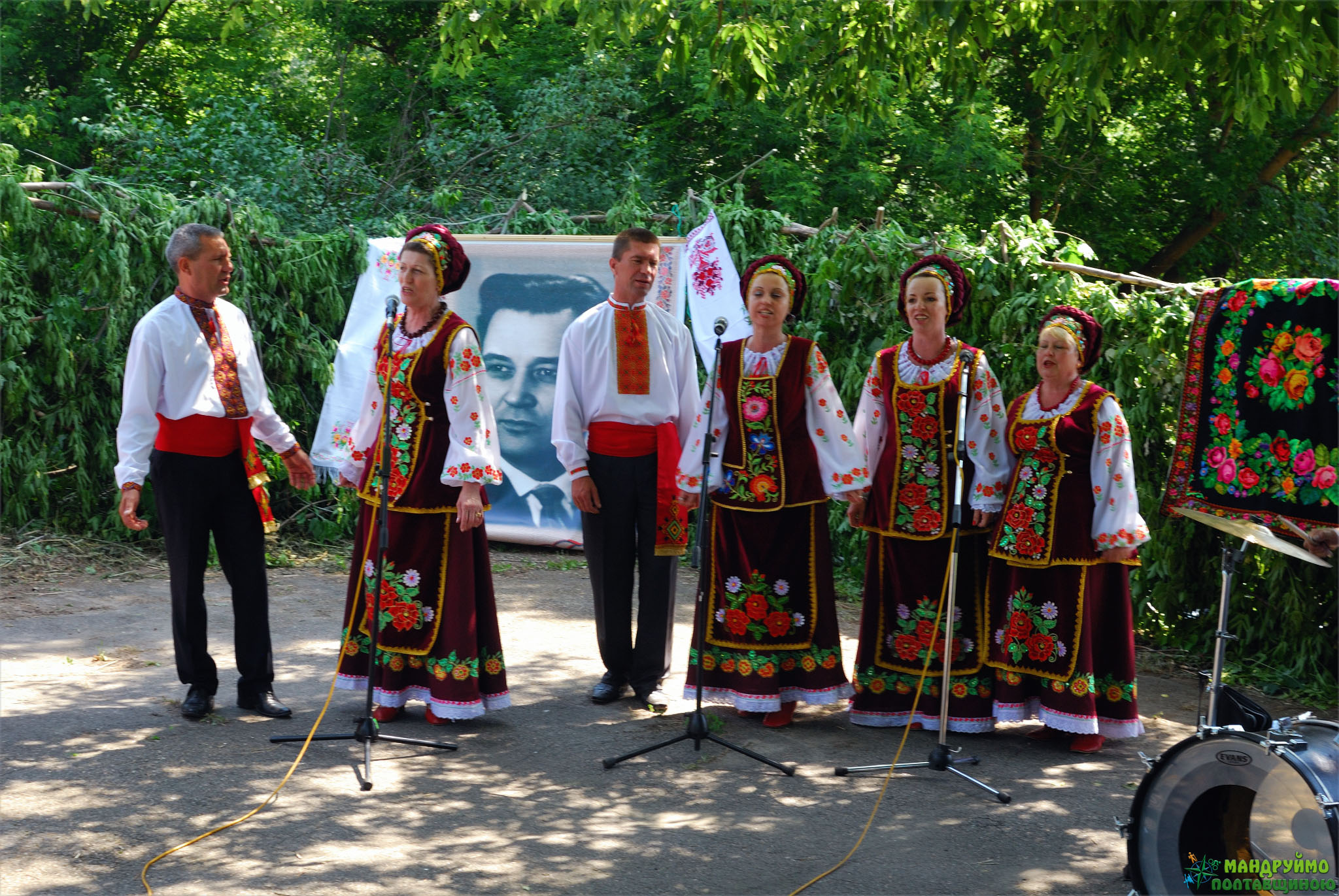
«Зелене свято Гончарового дитинства»
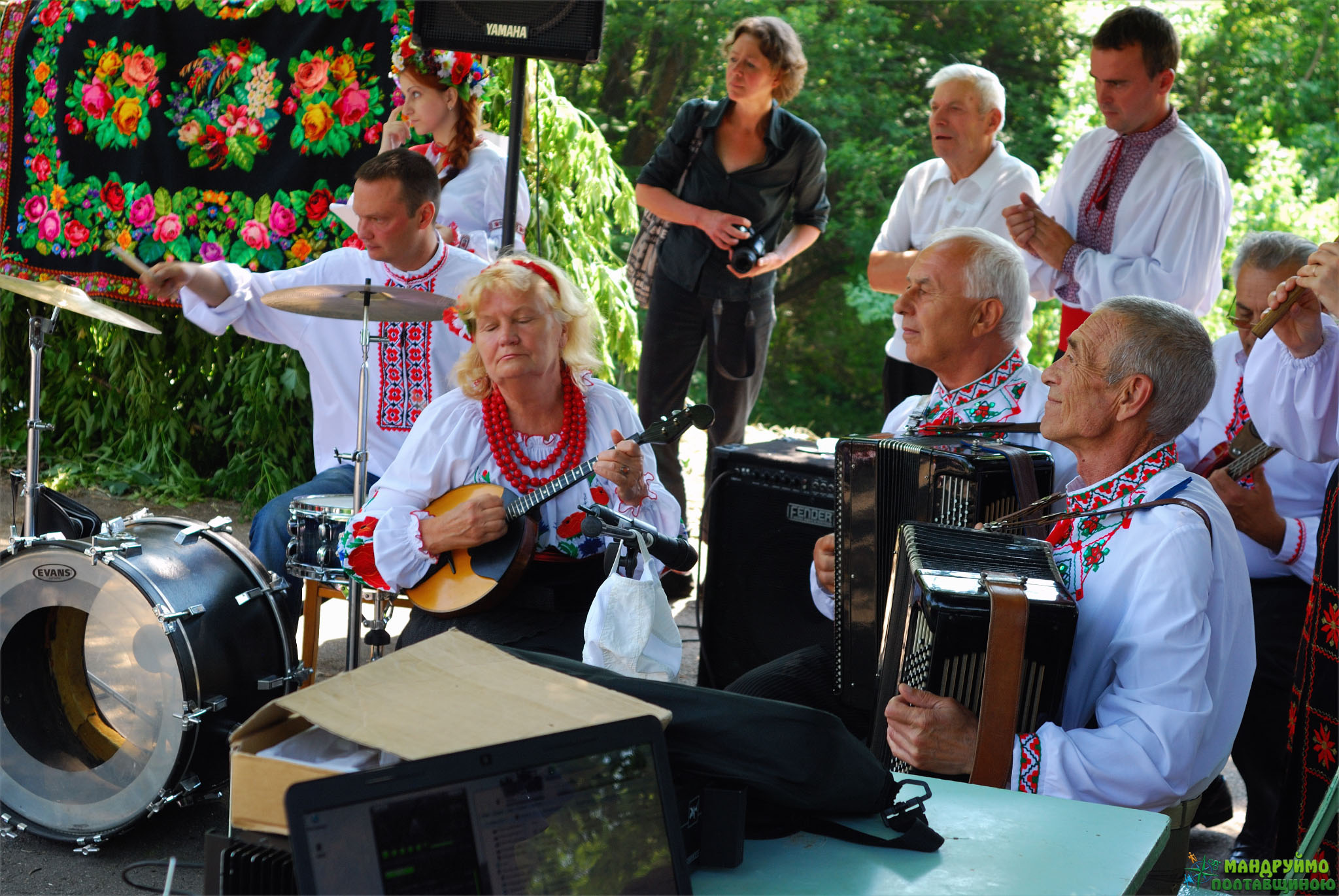
«Зелене свято Гончарового дитинства»